# Flurkreuz (Horní Podluží)

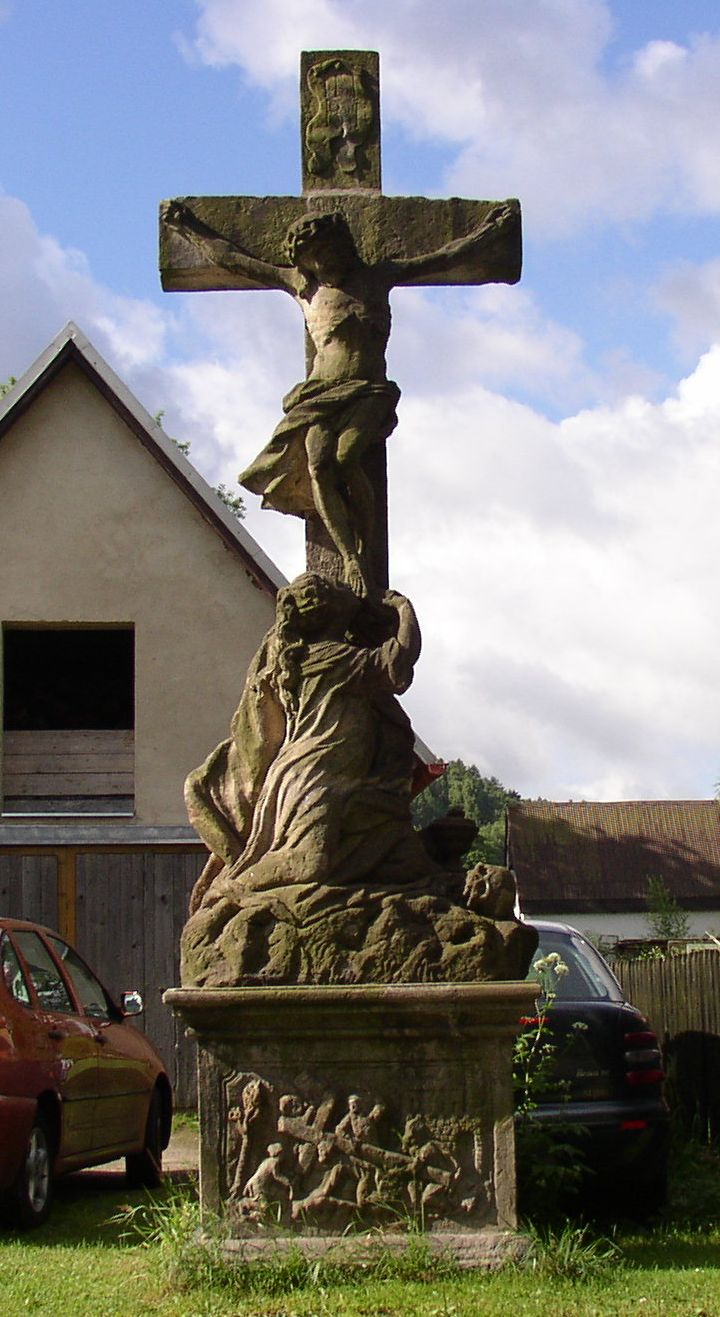
Flurkreuz in Horní Podluží

Das Flurkreuz steht in Horní Podluží (deutsch Obergrund), einer tschechischen Gemeinde im Okres Děčín in der Region Ústecký kraj. Das Kreuz befindet sich im ehemals fast vollständig katholischen Böhmischen Niederland und wurde 1757 errichtet. Das Flurkreuz ist ein geschütztes Kulturdenkmal.
Die barocke Flurkreuz ist aus Sandstein gearbeitet. Auf dem Sockel, der Reliefs mit Szenen aus der Passion Christi zeigt, steht ein Kruzifix, dessen unterer Teil von der heiligen Maria Magdalena umschlungen wird. 